# Čínská rallye 1999
Čínská rallye 1999 (Oficiálně 4. 555 China Rally) byla jedenáctou soutěží Mistrovství světa v rallye 1999. Jela se ve dnech 17. až 19. září. Trať byla šotolinová a situovaná severně od Pekingu. Soutěž tvořilo 386 km a 22 rychlostních zkoušek. Soutěž mistrovství světa se jela v Číně pouze v tomto roce. Vítězem se stal Didier Auriol s vozem Toyota Corolla WRC.

## Před startem
Na star se postavilo 67 posádek, 12 z nich s vozy WRC. Start vynechaly týmy Škoda Motorsport a Peugeot Sport. Tajfun Sam způsobil zrušení slavnostního startu a obou průjezdů nejdelší rychlostní zkouškou.

## První etapa
Hned v prvním testu havarovaly oba vozy Ford Focus WRC na stejném místě. Colin McRae a Thomas Rädstrom trefili stejný kámen v jedné zatáčce a odstoupili ve stejném místě. Vedení se ujal Didier Auriol, ale toho vystřídal Tommi Mäkinen (Mitsubishi Lancer EVO VI). Ten ale chyboval a propadl se. Odstoupil i Freddy Loix s Mitsubishi.

## Druhá etapa
Auriol vyhrál první dva testy a ujal se opět vedení před Richardem Burnsem. Mäkinen vyhrál tři další testy a posunul se na třetí pozici. Po další havárii ale musel ze soutěže odstoupit. Na třetí místo se posunul Carlos Sainz s Corollou a čtvrtý byl Kankkkunen se Subaru Impreza WRC. 

## Třetí etapa
Ve třetí etapě zbývalo 86,5 km v šesti rychlostních zkouškách. Kromě jedné vyhrál všechny Auriol a získal první vítězství pro Toyotu v sezoně 1999. Díky bodové absenci Mäkinena se dostal i do průběžného vedení šampionátu. Druhý skončil Burns a třetí Sainz. Nejlepší soukromník byl šestý Volkan Isik se soukromou Corollou. Úspěchem pro tým Hyundai bylo desáté místo, které získal Alister McRae s vozem Hyundai Coupé Kit Car. 

## Výsledky
1. Didier Auriol - Toyota Corolla WRC	3:38:36,6
2. Richard Burns - Subaru Impreza WRC99	+55,8
3. Carlos Sainz - Toyota Corolla WRC	+2:19,4
4. Juha Kankkunen - Subaru Impreza WRC99	+5:18,1
5. Harri Rovanpera - Seat Cordoba WRC Evo2	+9:15,4
6. Volkan Isik - Toyota Corolla WRC	+16:05,7
7. Toshi Arai - Subaru Impreza WRX	+19:55,9
8. Gustavo Trelles - Mitsubishi Lancer Evo V	+27:57,0
9. Katsuhiko Taguchi - Mitsubishi Lancer Evo VI	+31:10,2
10. Alister McRae - Hyundai Coupe Kit Car Evo2	+33:15,1